# Leslie Rogers Tomlinson

Wappen von Leslie Rogers Tomlinson

Leslie Rogers Tomlinson (* 27. August 1943 in Mildura) ist ein australischer Geistlicher und emeritierter römisch-katholischer Bischof von Sandhurst.

## Leben
Der Bischof von Ballarat, Ronald Austin Mulkearns, spendete ihm am 18. August 1972 die Priesterweihe.
Papst Benedikt XVI. ernannte ihn am 5. Mai 2009 zum Titularbischof von Sinitis und Weihbischof in Melbourne. Der Erzbischof von Melbourne, Denis James Hart, spendete ihm am 17. Juni desselben Jahres die Bischofsweihe; Mitkonsekratoren waren Ronald Austin Mulkearns, Altbischof von Ballarat, und Erzbischof Giuseppe Lazzarotto, Apostolischer Nuntius in Australien.
Am 3. Februar 2012 wurde er zum Bischof von Sandhurst ernannt und am 1. März desselben Jahres in das Amt eingeführt. Papst Franziskus nahm am 23. Juli 2019 seinen altersbedingten Rücktritt an.